# Mine de La Jayona
La mine de La Jayona est une ancienne galerie de mine de fer située dans la municipalité de Fuente del Arco (province de Badajoz en Estrémadure),. Elle est déclarée monument naturel au Journal Officiel d'Estrémadure le 23 septembre 1997.

## Historique
L'origine de la mine remonte à l'Empire romain et a été exploitée en différentes phases jusqu'à sa fermeture définitive en 1921. Le marquis de Bogaraya a vendu la zone minière à la Société minière et métallurgique de Peñarroya. Son exploitation fut caractérisée par de nombreuses fraudes dans la déclaration de la quantité et de la qualité du fer extrait et par l'intervention finale de l'État. La mine fut très rentable pendant la Première guerre mondiale (1914-1918), mais la baisse de la demande et les conflits sociaux qui suivirent conduisirent à son abandon.
À sa fermeture, elle fut abandonnée, servant simplement de zone de pâturage pour le bétail local. Depuis la fin du XXe siècle, elle a été récupérée à des fins récréatives, d'abord spontanément puis comme attraction touristique.

## Description
Le trou creusé pour extraire le minerai, qui, avec ses plus de 700 m de longueur et 50 m de profondeur, a laissé les entrailles de la terre exposées. Quatre des 11 niveaux laissés par l'exploitation minière peuvent désormais être explorés à travers cette brèche.
Le niveau 2 est celui qui parcourt, avec ses 230 m, l'intérieur de la mine à plus grande profondeur. Les galeries, aux clairs-obscurs, laissent place à des rideaux de lumière qui s'ouvrent sur des plateformes pleines de vie et de couleurs, entourées de grandes pentes rocheuses. La cinquième galerie possède la Salle des Colonnes. L'activité minière a laissé des vestiges visibles de l'exploitation, tels que des murs de soutènement, des ancres ou des poudrières, qui attestent des rares ressources matérielles utilisées dans l'exploitation. Les fouilles ont également révélé clairement un plan de faille de plus de 500 m2, unique en Espagne, qui s'illumine chaque jour pour nous montrer que la Terre était vivante il y a des millions d'années. À ce niveau, on peut également observer comment les figuiers, les ronces et les fougères, favorisés par le microclimat intérieur, où l'humidité et la température sont typiques d'une zone ombragée, recouvrent et tapissent sauvagement le fond et les parois de la mine.

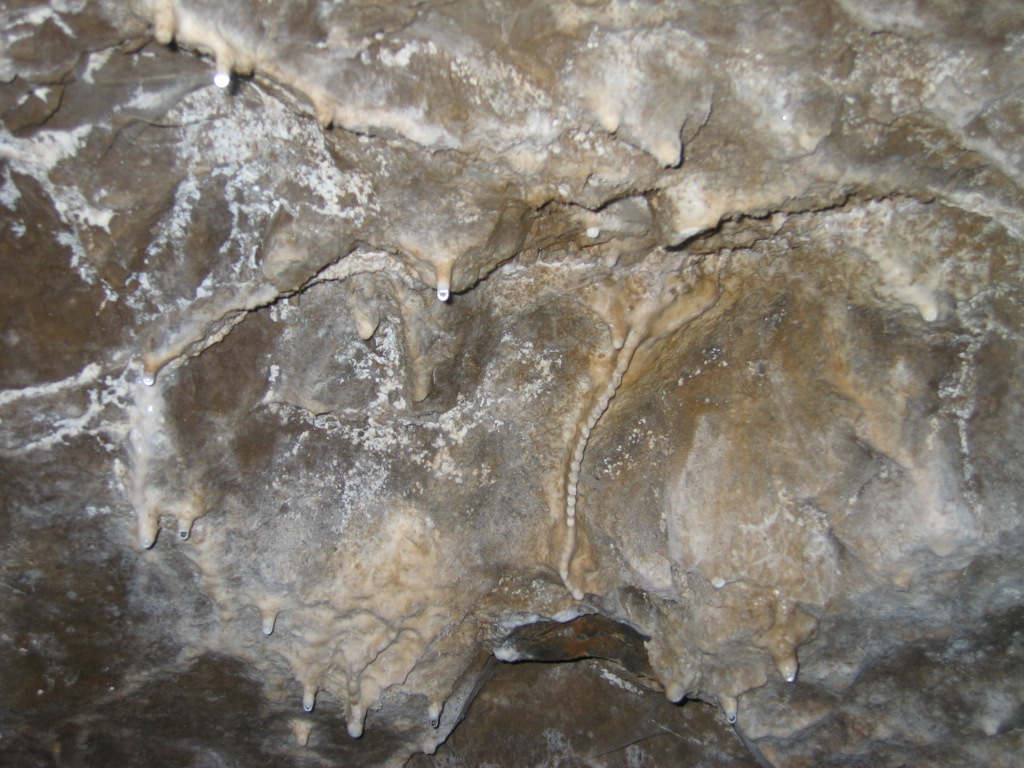
Petites stalactites formées au niveau 3.

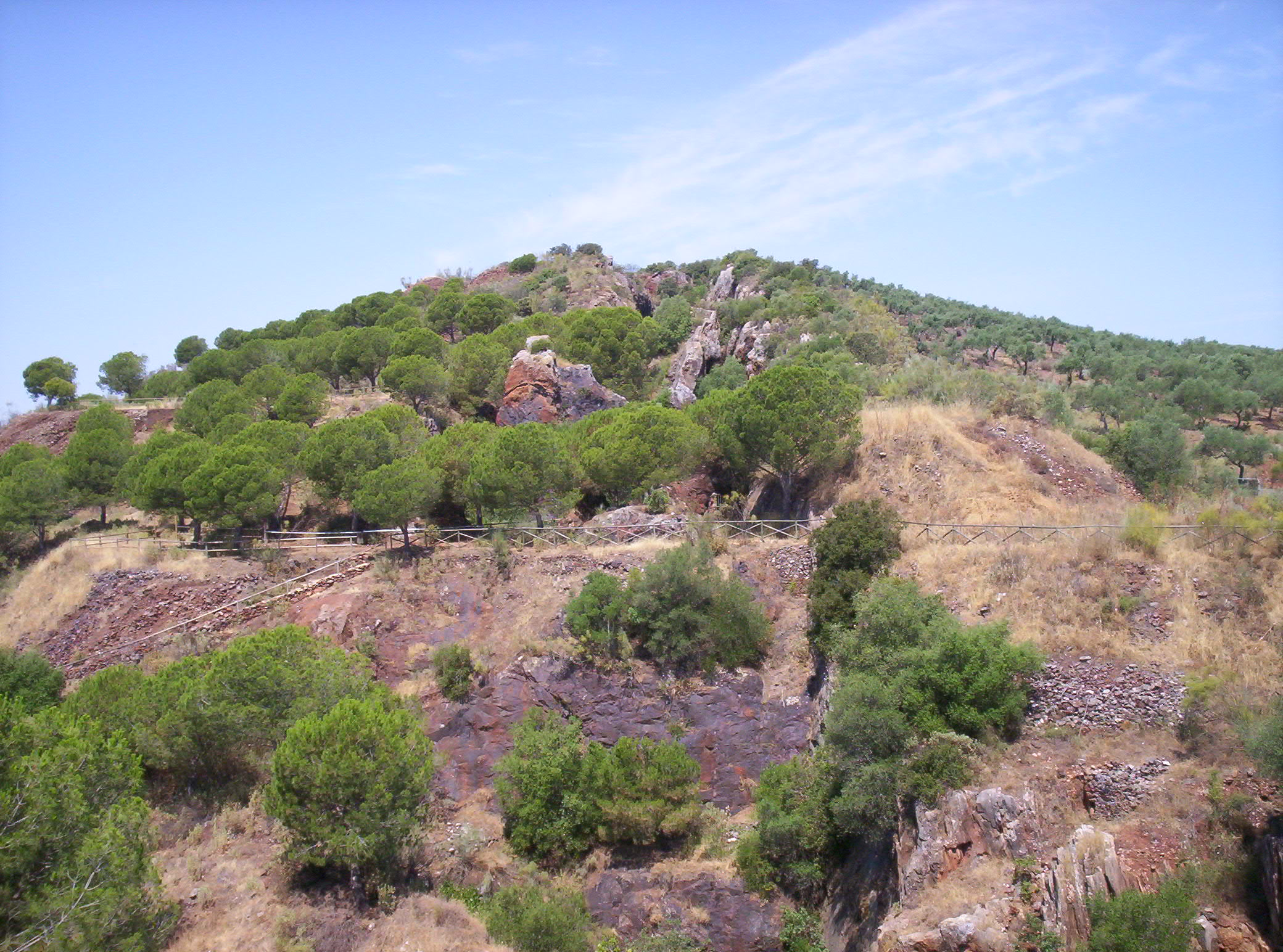
Vue de l'accès au niveau 4.

Le niveau 3, avec ses plus de 161 m, s'étend parallèlement et est surélevé de 12 m au-dessus du niveau précédent, à travers la même partie de la mine. Dans la section initiale, de petites galeries laissent place à des plates-formes plus longues et étroites où la végétation donne vie au sentier.
Le niveau 4, avec ses 297 m de longueur, est le plus long. Situé plus haut que les niveaux précédents, il dispose également de plates-formes, de galeries pleines de points de vue, où la végétation est toujours présente. L'obscurité des plus de 70 m de sa dernière galerie est conquise par des rayons de lumière qui pénètrent depuis sa sortie et par un balcon suspendu à plus de 25 m au-dessus de la Salle des Colonnes, pour nous laisser voir un arc de soutien conquis par une végétation luxuriante.

## Galerie

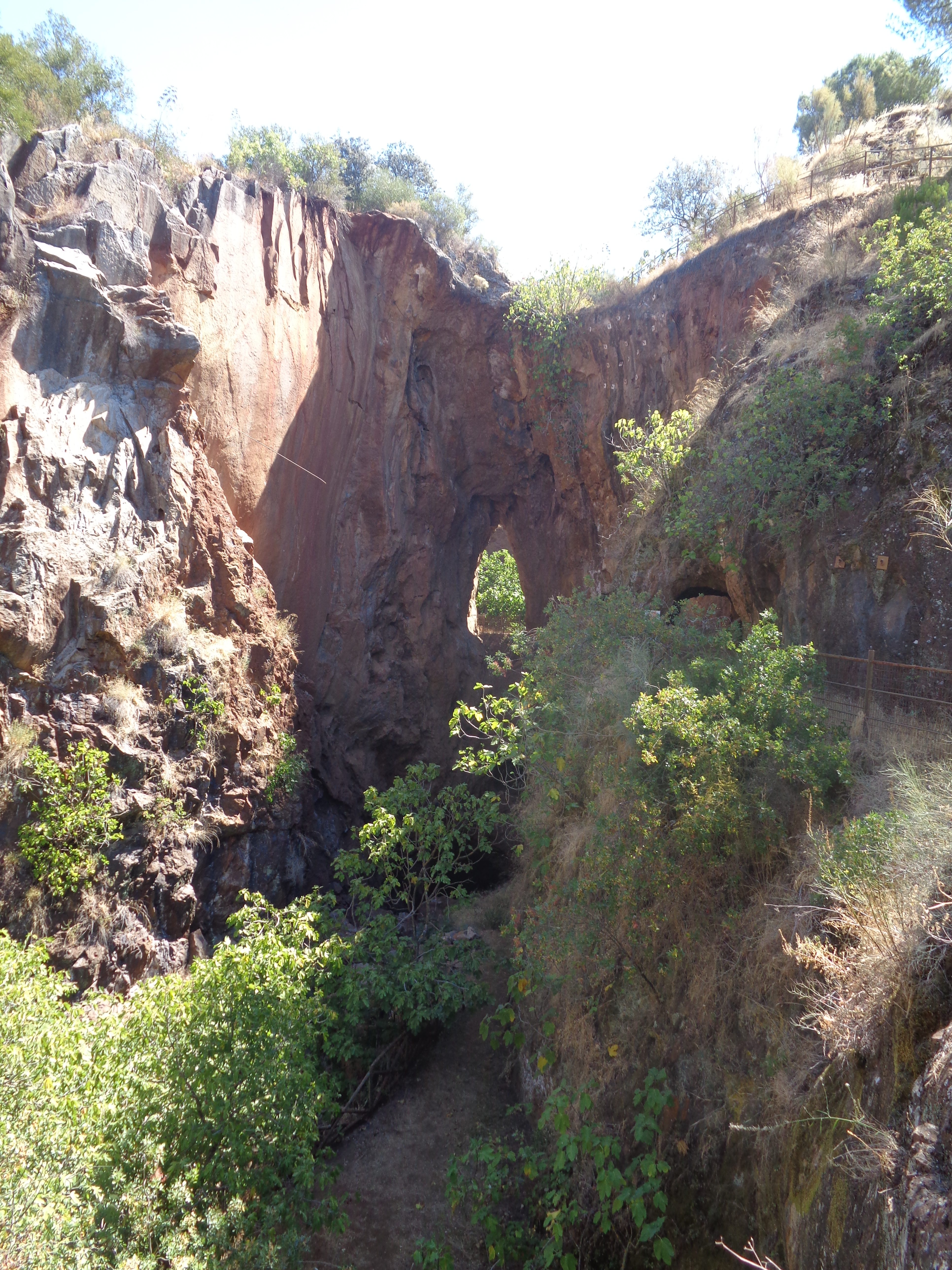
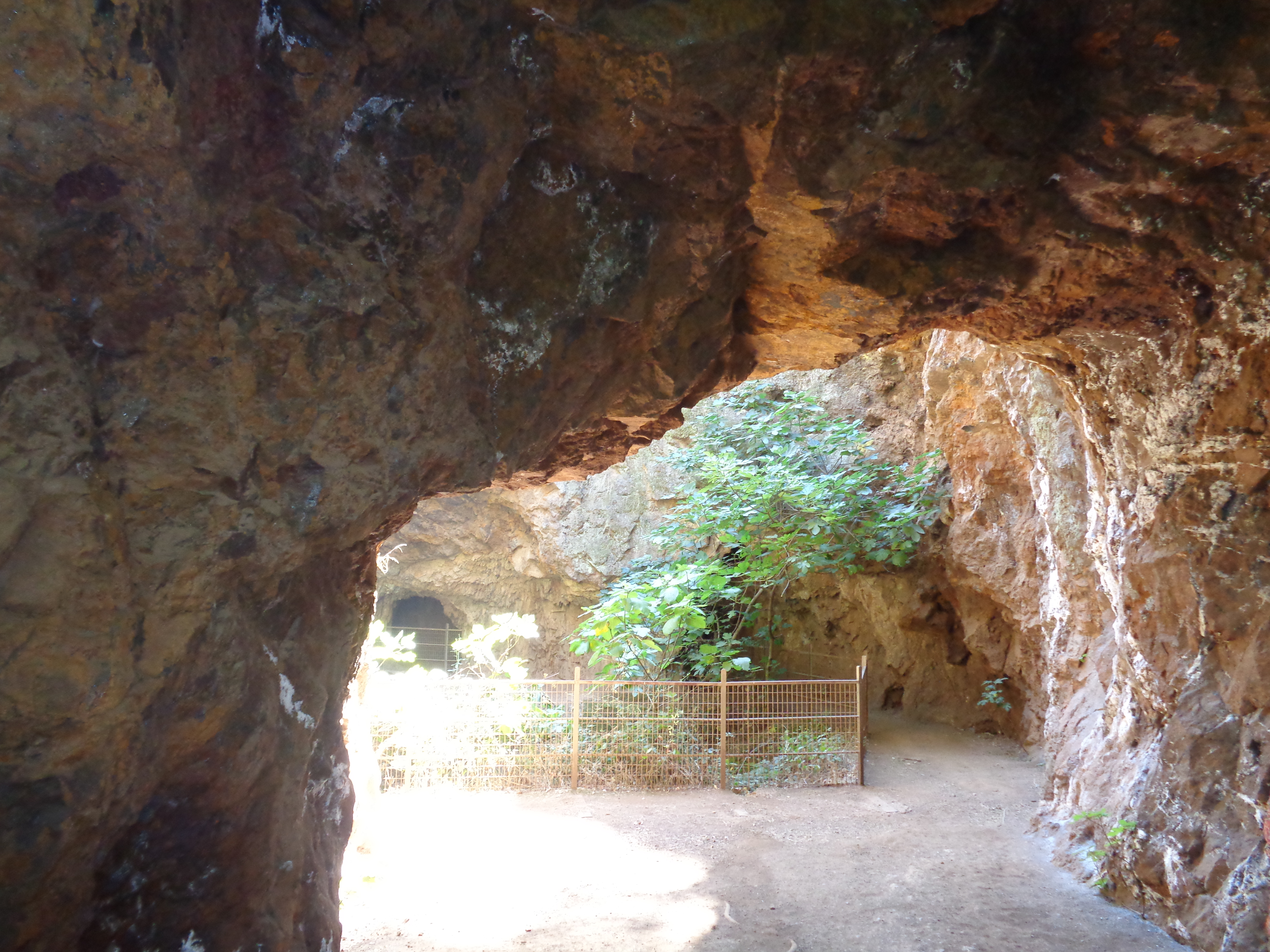